# Hubersdorf
Hubersdorf (gsw. Hopperschte) – miejscowość i gmina w Szwajcarii, w kantonie Solura, w jednostce administracyjnej (Amtei) Solura-Lebern, w okręgu Lebern. 

## Demografia
W Hubersdorfie mieszkają 722 osoby. W 2021 roku 5,8% populacji gminy stanowiły osoby urodzone poza Szwajcarią. 